# Sobór Objawienia Pańskiego w Kazaniu
Sobór Objawienia Pańskiego – prawosławna cerkiew w Kazaniu, należąca do eparchii kazańskiej Rosyjskiego Kościoła Prawosławnego.

## Historia
Pierwsza cerkiew na miejscu dzisiejszej świątyni powstała w II połowie XVII w. Była to budowla drewniana, usytuowana w miejscu, gdzie znajdowała się pierwotnie brama miejska wzniesiona z kolei na miejscu wyłomu w murach miejskich zrobionego w czasie oblężenia Kazania przez wojska Iwana Groźnego (zadecydował on o zwycięstwie Moskwy w walkach pod miastem). W 1731 kupcy I. Michlajew oraz S. Czernow ufundowali na miejscu drewnianej budowli nowy obiekt sakralny, którego budowa trwała dwadzieścia pięć lat. Nowa cerkiew łączyła się z prawosławną świątynią św. Andrzeja, wzniesioną w 1701. Swoją architekturą naśladowała pięciokopułowe moskiewskie sobory z XVI w.. W 1897 z funduszy przekazanych przez Iwana Kriwonosowa (zmarłego w 1892, jeszcze przed rozpoczęciem prac) przy budynku zbudowano za sumę 50 tys. rubli 62-metrową (według innego źródła o metr wyższą) dzwonnicę. Do 1908 przy świątyni działały dwie dzwonnice, starszą z nich rozebrano po rozbudowie obiektu, z powodu złego stanu technicznego. Według niektórych badaczy autorem projektu dzwonnicy, o wiele bardziej rozpoznawalnej niż sama cerkiew, był G. Rusz, inni uważają, że plan budynku opracował M. Michajłow, który następnie kierował pracami budowlanymi. Bogactwem dekoracji ceglana dzwonnica, wzniesiona w stylu neoruskim, przewyższyła sobór, przy którym powstała. Od 1902 na drugiej kondygnacji dzwonnicy urządzono cerkiew św. Andrzeja.
Po rewolucji październikowej, gdy władze radzieckie zamknęły katedralny sobór Zwiastowania w Kazaniu, cerkiew Objawienia Pańskiego stała się katedrą eparchii kazańskiej i otrzymała status soboru. Obiekt pozostał czynny do 1939. Następnie został odebrany wiernym i pełnił różne funkcje świeckie. W przebudowanej budowli (pozbawionej kopuł) mieścił się magazyn, sala gimnastyczna, a przez pewien czas także kazańskie ZOO.
Rosyjski Kościół Prawosławny odzyskał cerkiew w 1996 (po kilkuletnich staraniach), jednak bez dzwonnicy, w której nadal mieściła się kameralna sala koncertowa. We wnętrzu soboru nie przetrwały żadne elementy pierwotnego wyposażenia, które zastąpiono nowymi; nowoczesne są wszystkie ikony oraz ikonostas.

## Związani z cerkwią
W 1873 w cerkwi Objawienia Pańskiego ochrzczony został Fiodor Szalapin.